# Richardson (Texas)
Richardson ist eine Stadt im Dallas County im US-Bundesstaat Texas in den Vereinigten Staaten, die bis in das Collin County reicht. Das U.S. Census Bureau hat bei der Volkszählung 2020 eine Einwohnerzahl von 119.469 ermittelt.

## Geographie
Die Stadt ist ein Vorort von Dallas, liegt am U.S. Highway 75, der Atchison, Topeka and Santa Fe Railroad, der Southern Pacific Railroad sowie der St. Louis and Southwestern Railroad und hat eine Gesamtfläche von 74,0 km². Die Stadt stellt eine principal city des Dallas-Fort-Worth-Metroplex dar.

## Demografische Daten
Nach dem United States Census 2000 lebten hier 91.802 Menschen in 35.191 Haushalten und 24.774 Familien. Die Bevölkerungsdichte betrug 1.241,1 Einwohner pro km². Ethnisch betrachtet setzte sich die Bevölkerung zusammen aus 75,39 % Weißen, 6,18 % Afroamerikanern, 0,45 % Indianern, 11,67 % Asiatischen Amerikanern, 0,06 % Pazifischen Insulanern und 3,65 % aus anderen ethnischen Gruppen. Etwa 2,60 % waren gemischter Abstammung und 10,26 % der Bevölkerung waren spanischer oder lateinamerikanischer Abstammung.
Von den 35.191 Haushalten hatten 33,7 % Kinder unter 18 Jahre, die im Haushalt lebten. 58,1 % davon waren verheiratete, zusammenlebende Paare. 8,9 % waren allein erziehende Mütter und 29,6 % waren keine Familien. 22,9 % aller Haushalte waren Singlehaushalte und in 5,5 % lebten Menschen, die 65 Jahre oder älter waren. Die Durchschnittshaushaltsgröße betrug 2,59 und die durchschnittliche Größe einer Familie belief sich auf 3,07 Personen.
24,8 % der Bevölkerung waren unter 18 Jahre alt, 8,7 % von 18 bis 24, 32,7 % von 25 bis 44, 23,9 % von 45 bis 64, und 10,0 % die 65 Jahre oder älter waren. Das Durchschnittsalter war 36 Jahre. Auf 100 weibliche Personen aller Altersgruppen kamen 97,6 männliche Personen. Auf 100 Frauen im Alter von 18 Jahren und darüber kamen 95,2 Männer.

Das jährliche Durchschnittseinkommen eines Haushalts betrug 62.392 US-Dollar, das Durchschnittseinkommen einer Familie 72.876 US-Dollar. Männer hatten ein Durchschnittseinkommen von 52.381 US-Dollar gegenüber den Frauen mit 35.255 US-Dollar. Das Pro-Kopf-Einkommen betrug 29.551 US-Dollar. 6,3 % der Bevölkerung und 3,3 % der Familien lebten unterhalb der Armutsgrenze. Davon waren 6,4 % Kinder und Jugendliche unter 18 Jahren und 3,4 % waren 65 oder älter.

## Söhne und Töchter der Stadt
- Scott Turner (* 1972), Unternehmer, Politiker und American-Football-Spieler
- Jensen Ackles (* 1978), Schauspieler
- Lee Nguyen (* 1986), Fußballspieler
- Daniel Woods (* 1989), Sportkletterer
- Ismaël Koné (* 2000), ivorischer Leichtathlet
- Justin Che (* 2003), Fußballspieler

## Persönlichkeiten, die vor Ort gewirkt haben
- Ashlee Simpson (* 1984), Sängerin und Schauspielerin
- Gjekë Marinaj (* 1965), albanischstämmiger Schriftsteller, Antikommunist und Literaturkritiker